# I Kissed A Vampire
I Kissed a Vampire: A Rock Musical (He Besado a un Vampiro en España y Besé a un Vampiro en Latinoamérica) es una miniserie en línea basada en un musical de rock estrenada en iTunes. Está protagonizada por Lucas Grabeel, Drew Seeley y la "newcomer" Adrian Slade.

## Trama
Dylan (Lucas Grabeel) le tiene pánico a una mordedura de murciélago desagradable que lo transforma en uno de los muertos vivientes. Su mundo está patas arriba, y él tiene que encontrar la manera de equilibrar su romance con la chica de al lado y los deseos del sanguinario vampiro magnético mentor, Trey (Drew Seeley), que está constantemente instándolo a ceder a chuparle la sangre a su novia, Sara (Adrian Slade).

## Elenco
- Lucas Grabeel como Dylan Knight.
- Drew Seeley como Trey Sylvania.
- Adrian Slade como Sara Lane.
- Chris Coppola como el Dr. Dan Helsing
- Amy Paffrath como Luna Dark.
- Sally Slade como Bitty Kilgore.
- Katie Seeley como Lydia Bloodworth.
- Mekia Cox como Nikki No.
- Emily Morris como Desiree Damned.
- Lori Lively como Dr. Lori Light.
- Autumn Grabeel como Penny Plasma.
- Mike Slade como Dr. Payne

## Doblaje

### España
Estreno: El estreno en España está previsto para principios de 2011 directo a DVD.
- Jorge Saludinós como Dylan Knight (Lucas Grabeel)
- Fernando Cabrera como Trey Sylviana (Drew Seeley)
- María Blanco como Sara Lane (Adrian Slade)
- Javier Amilibia como Dr. Dan Helsing (Chris Coppola)

### México
Estreno: El estreno en latinoamerica está previsto para finales de 2010 en Disney Channel.
- Martín Gopar como Dylan Knight (Lucas Grabeel)
- Javier Olguin como Trey Sylvania (Drew Seeley)
- Jessica Ángeles como Sara Lane (Adrian Slade)
- Sebastián Llaput como Dr. Dan Helsing (Chris Coppola)

## Música
| iTunes Edition |                            |                                           |          |  |
| N.º            | Título                     | Artista(s)                                | Duración |  |
| 1.             | «I Kissed a Vampire Theme» | Frankie Blue                              | 1:52     |  |
| 2.             | «Don't Click»              | Adrian Slade                              | 1:07     |  |
| 3.             | «Outta My Head»            | Lucas Grabeel                             | 2:56     |  |
| 4.             | «So Cool»                  | Frankie Blue                              | 0:46     |  |
| 5.             | «Forbidden Planet»         | Adrian Slade                              | 3:02     |  |
| 6.             | «Trey Arrives»             | Frankie Blue                              | 0:40     |  |
| 7.             | «Love's In Vein»           | Drew Seeley & Frankie Blue                | 3:20     |  |
| 8.             | «See the Dark»             | Frankie Blue                              | 1:01     |  |
| 9.             | «You Should Come»          | Frankie Blue                              | 0:30     |  |
| 10.            | «Vampire Party»            | Frankie Blue                              | 2:53     |  |
| 11.            | «Just a Little Peck»       | Adrian Slade, Drew Seeley & Lucas Grabeel | 3:35     |  |
| 12.            | «Long, Long, Long Time»    | Frankie Blue                              | 0:29     |  |
| 13.            | «Happily Afterlife»        | Adrian Slade, Drew Seeley & Lucas Grabeel | 3:25     |  |

## Película
Tras el éxito de la miniserie, el elenco renovó para una película. La película fue producida por Circus Road Films, se estrenó en 2010 y fue proyectada en el Festival Internacional de Cine de Seattle. Además contiene 17 nuevas canciones originales y las incorporaciones del actor Chris Coppola al reparto principal y Christopher Gosch al equipo de producción.